# Sydafrikas Grand Prix
Sydafrikas Grand Prix var en deltävling i formel 1-VM som kördes på East London Circuit i East London och på Kyalami norr om Johannesburg i Sydafrika. Sydafrikas Grand Prix kördes första gången 1934. Loppet blev en deltävling i VM 1962.
De senaste loppen kördes säsongerna 1992 och 1993. Det finns dock planer på att bygga en ny racerbana utanför Kapstaden som ska arrangera Sydafrikas Grand Prix då den blir klar.

## Vinnare Sydafrikas Grand Prix
Ljusröd bakgrund betyder att loppet inte ingick i formel 1-VM.
| År           | Bana           | Förare            | Konstruktör      |
| ------------ | -------------- | ----------------- | ---------------- |
| 1993         | Kyalami        | Alain Prost       | Williams-Renault |
| 1992         | Kyalami        | Nigel Mansell     | Williams-Renault |
| 1991 - 1986  | Inga tävlingar | Inga tävlingar    | Inga tävlingar   |
| 1985         | Kyalami        | Nigel Mansell     | Williams-Honda   |
| 1984         | Kyalami        | Niki Lauda        | McLaren-TAG      |
| 1983         | Kyalami        | Riccardo Patrese  | Brabham-BMW      |
| 1982         | Kyalami        | Alain Prost       | Renault          |
| 1981         | Kyalami        | Carlos Reutemann  | Williams-Ford    |
| 1980         | Kyalami        | René Arnoux       | Renault          |
| 1979         | Kyalami        | Gilles Villeneuve | Ferrari          |
| 1978         | Kyalami        | Ronnie Peterson   | Lotus-Ford       |
| 1977         | Kyalami        | Niki Lauda        | Ferrari          |
| 1976         | Kyalami        | Niki Lauda        | Ferrari          |
| 1975         | Kyalami        | Jody Scheckter    | Tyrrell-Ford     |
| 1974         | Kyalami        | Carlos Reutemann  | Brabham-Ford     |
| 1973         | Kyalami        | Jackie Stewart    | Tyrrell-Ford     |
| 1972         | Kyalami        | Denny Hulme       | McLaren-Ford     |
| 1971         | Kyalami        | Mario Andretti    | Ferrari          |
| 1970         | Kyalami        | Jack Brabham      | Brabham-Ford     |
| 1969         | Kyalami        | Jackie Stewart    | Tyrrell          |
| 1968         | Kyalami        | Jim Clark         | Lotus-Ford       |
| 1967         | Kyalami        | Pedro Rodríguez   | Cooper-Maserati  |
| 1966         | East London    | Mike Spence       | Lotus-Climax     |
| 1965         | East London    | Jim Clark         | Lotus-Climax     |
| 1964         | Ingen tävling  | Ingen tävling     | Ingen tävling    |
| 1963         | East London    | Jim Clark         | Lotus-Climax     |
| 1962         | East London    | Graham Hill       | BRM              |
| 1961         | East London    | Jim Clark         | Lotus-Climax     |
| 1960 (dec) * | East London    | Stirling Moss     | Porsche          |
| 1960 (jan) * | East London    | Paul Frère        | Cooper–Climax    |
| 1959 - 1940  | Inga tävlingar | Inga tävlingar    | Inga tävlingar   |
| 1939         | East London    | Luigi Villoresi   | Maserati         |
| 1938         | East London    | Buller Meyer      | Riley            |
| 1937         | East London    | Pat Fairfield     | ERA              |
| 1936         | East London    | Mario Mazzacurati | Bugatti          |
| 1935         | Ingen tävling  | Ingen tävling     | Ingen tävling    |
| 1934         | East London    | Whitney Straight  | Maserati         |

* 1960 kördes två F1-lopp i Sydafrika.